# Marilyna meraukensis
Marilyna meraukensis es una especie de peces de la familia Tetraodontidae en el orden de los Tetraodontiformes.

## Morfología
Los machos pueden llegar alcanzar los 19 cm de longitud total.

## Hábitat
Es un pez clima tropical y demersal.

## Distribución geográfica
Se encuentra en la Nueva Guinea central y meridional y el norte de Australia.